# Liste der Baudenkmäler in Grattersdorf
Auf dieser Seite sind die Baudenkmäler in der niederbayerischen Gemeinde Grattersdorf zusammengestellt. Diese Tabelle ist eine Teilliste der Liste der Baudenkmäler in Bayern. Grundlage ist die Bayerische Denkmalliste, die auf Basis des Bayerischen Denkmalschutzgesetzes vom 1. Oktober 1973 erstmals erstellt wurde und seither durch das Bayerische Landesamt für Denkmalpflege geführt wird. Die folgenden Angaben ersetzen nicht die rechtsverbindliche Auskunft der Denkmalschutzbehörde.

## Baudenkmäler nach Ortsteilen

### Grattersdorf
| Lage                           | Objekt                              | Beschreibung | Akten-Nr.             | Bild           |
| ------------------------------ | ----------------------------------- | --- | --------------------- | -------------- |
| St.-Ägidius-Platz 4 (Standort) | Katholische Pfarrkirche St. Ägidius | spätgotischer Saalbau mit eingezogener Vierung und Nordturm, von Veit von Puchberg, 1536–39, Turmoberbau 19. Jahrhundert; mit Ausstattung | D-2-71-123-2 Wikidata | weitere Bilder |
| Hochfeld (Standort)            | Kapelle                             | in Hangkante eingebauter Bau mit seitlichen Stützmauern, Blendgiebel und Lourdesgrotte, 19. Jahrhundert; mit Ausstattung                  | D-2-71-123-3 Wikidata | BW             |

### Büchelstein
| Lage                        | Objekt                      | Beschreibung | Akten-Nr.             | Bild           |
| --------------------------- | --------------------------- | --- | --------------------- | -------------- |
| Nähe Büchelstein (Standort) | Wallfahrtskapelle Rastbuche | Satteldachbau mit eingezogenem Chor, 18. Jahrhundert; mit Ausstattung; Totenbrettergruppe, mit Blechkreuz, 19./20. Jahrhundert | D-2-71-123-4 Wikidata | weitere Bilder |

### Ebenöd
| Lage                | Objekt     | Beschreibung                                                                                          | Akten-Nr.             | Bild |
| ------------------- | ---------- | --- | --------------------- | ---- |
| Ebenöd 1 (Standort) | Bauernhaus | Flachsatteldachbau mit Blockbau-Obergeschoss, Trauf- und Giebelschrot, erstes Viertel 19. Jahrhundert | D-2-71-123-5 Wikidata | BW   |
| Ebenöd 3 (Standort) | Bauernhaus | Flachsatteldachbau mit Blockbau-Obergeschoss und Giebelschrot, erstes Viertel 19. Jahrhundert         | D-2-71-123-6 Wikidata | BW   |

### Ernading
| Lage                      | Objekt             | Beschreibung                            | Akten-Nr.             | Bild |
| ------------------------- | ------------------ | --------------------------------------- | --------------------- | ---- |
| Ernading 7 1/4 (Standort) | Totenbrettergruppe | 19./20. Jahrhundert, an Stadel-Ostseite | D-2-71-123-8 Wikidata | BW   |

### Falkenacker
| Lage                     | Objekt                   | Beschreibung | Akten-Nr.              | Bild                    |
| ------------------------ | ------------------------ | --- | ---------------------- | ----------------------- |
| Falkenacker 2 (Standort) | Ehemaliges Austragshaus  | zweigeschossiger, teilweise ausgemauerter Blockbau über hohem Bruchsteinsockel mit Flachsatteldach und Traufschrot, Ende 18. Jahrhundert | D-2-71-123-9 Wikidata  | Ehemaliges Austragshaus |
| Falkenacker 3 (Standort) | Ehemaliges Wohnstallhaus | Flachsatteldachbau mit Blockbau-Obergeschoss, Trauf- und Giebelschrot, 18./19. Jahrhundert; Backhaus, Satteldachbau mit Doppelbackofen, 18. /19. Jahrhundert; Ehemaliges Austragshaus und Traidkasten, zweigeschossiger Blockbau über Bruchsteinsockel mit Flachsatteldach, Giebelschrot und Außentreppe, zweite Hälfte 18. Jahrhundert | D-2-71-123-10 Wikidata | weitere Bilder          |

### Frieberding
| Lage                     | Objekt                   | Beschreibung | Akten-Nr.              | Bild |
| ------------------------ | ------------------------ | --- | ---------------------- | ---- |
| Frieberding 3 (Standort) | Ehemaliges Wohnstallhaus | zweigeschossiger, teilweise ausgemauerter Blockbau mit Flachsatteldach und zweiseitig umlaufendem Schrot mit gedrehten Säulen, zweite Hälfte 18. Jahrhundert | D-2-71-123-12 Wikidata | BW   |

### Friedenberg
| Lage                     | Objekt                   | Beschreibung | Akten-Nr.              | Bild |
| ------------------------ | ------------------------ | --- | ---------------------- | ---- |
| Friedenberg 1 (Standort) | Ehemaliges Wohnstallhaus | Flachsatteldachbau mit Blockbau-Obergeschoss und Traufseitschrot, zweite Hälfte 18. Jahrhundert; Stallstadel, eintenniger, teilweise ausgemauerter Blockbau mit Steilsatteldach, zweite Hälfte 18. Jahrhundert | D-2-71-123-11 Wikidata | BW   |

### Gern
| Lage              | Objekt             | Beschreibung                                            | Akten-Nr.              | Bild |
| ----------------- | ------------------ | ------------------------------------------------------- | ---------------------- | ---- |
| Gern 1 (Standort) | Totenbrettergruppe | mit Heiligenbild-Nische, 19./20. Jahrhundert, am Stadel | D-2-71-123-14 Wikidata | BW   |

### Gottsmannsdorf
| Lage                     | Objekt                   | Beschreibung | Akten-Nr.              | Bild |
| ------------------------ | ------------------------ | --- | ---------------------- | ---- |
| Dorfstraße 11 (Standort) | Ehemaliges Wohnstallhaus | Flachsatteldachbau mit Blockbau-Obergeschoss und Balusterschroten mit gedrehten Säulen, letztes Viertel 18. Jahrhundert | D-2-71-123-15 Wikidata | BW   |
| Kapellenweg (Standort)   | Kapelle                  | neugotischer Satteldachbau mit Dachreiter, Putzgliederung und Totenbrettern, nach 1850; mit Ausstattung                 | D-2-71-123-16 Wikidata | BW   |

### Konrading
| Lage                   | Objekt  | Beschreibung                                                                                                   | Akten-Nr.              | Bild |
| ---------------------- | ------- | --- | ---------------------- | ---- |
| Konrading 4 (Standort) | Kapelle | kleiner Satteldachbau mit Vordach, wohl zweite Hälfte 19. Jahrhundert; Totenbrettergruppe, 19./20. Jahrhundert | D-2-71-123-19 Wikidata | BW   |

### Kreuzerhof
| Lage                    | Objekt                           | Beschreibung | Akten-Nr.              | Bild |
| ----------------------- | -------------------------------- | --- | ---------------------- | ---- |
| Kreuzerhof 1 (Standort) | Ehemaliger Pfarrhof Grattersdorf | Flachsatteldachbau mit Blockbau-Obergeschoss, im Kern nach 1775, bezeichnet mit 1848; Stallstadel, langgestreckter Flachsatteldachbau mit Traidkasten im Dachraum, erste Hälfte 19. Jahrhundert; Hofmauer, verputzte Bruchsteinmauer, 19. Jahrhundert | D-2-71-123-22 Wikidata | BW   |

### Lanzing
| Lage                 | Objekt                         | Beschreibung | Akten-Nr.              | Bild |
| -------------------- | ------------------------------ | --- | ---------------------- | ---- |
| Lanzing 1 (Standort) | Bauernhaus eines Vierseithofes | Flachsatteldachbau mit Blockbau-Obergeschoss und Schroten, im Kern zweite Hälfte 18. Jahrhundert; Stall, massiver Greddachbau mit Schopfwalm, 18./19. Jahrhundert, zum Teil erneuert | D-2-71-123-23 Wikidata | BW   |

### Maging
| Lage                | Objekt                         | Beschreibung | Akten-Nr.              | Bild |
| ------------------- | ------------------------------ | --- | ---------------------- | ---- |
| Maging 1 (Standort) | Bauernhaus eines Dreiseithofes | zweigeschossiger verputzter bzw. verkleideter Blockbau mit Flachsatteldach, zweiseitig umlaufendem Schrot und Giebelschrot, im Kern Ende 18. Jahrhundert | D-2-71-123-26 Wikidata | BW   |
| Maging 1 (Standort) | Kapelle                        | kleiner offener Walmdachbau mit Vordach, 1866; mit Ausstattung                                                                                           | D-2-71-123-42 Wikidata | BW   |
| Maging 3 (Standort) | Ehemaliges Bauernhaus          | Flachsatteldachbau mit Blockbau-Obergeschoss und Giebelschrot, zweite Hälfte 18. Jahrhundert                                                             | D-2-71-123-27 Wikidata | BW   |

### Nabin
| Lage                | Objekt        | Beschreibung | Akten-Nr.              | Bild |
| ------------------- | ------------- | --- | ---------------------- | ---- |
| Nabin 5 (Standort)  | Bauernhaus    | Blockbau über unverputztem Naturstein-Erdgeschoss mit Satteldach und Schroten, Ende 18. Jahrhundert, Dach aufgesteilt | D-2-71-123-29 Wikidata | BW   |
| In Nabin (Standort) | Weilerkapelle | Satteldachbau mit Dachreiter, zweites Viertel 19. Jahrhundert; mit Ausstattung                                        | D-2-71-123-28 Wikidata | BW   |

### Oberaign
| Lage                  | Objekt  | Beschreibung                         | Akten-Nr.              | Bild |
| --------------------- | ------- | ------------------------------------ | ---------------------- | ---- |
| Harten Lüß (Standort) | Kapelle | offener Walmdachbau, 19. Jahrhundert | D-2-71-123-31 Wikidata | BW   |

### Roggersing
| Lage                     | Objekt                                               | Beschreibung | Akten-Nr.              | Bild           |
| ------------------------ | ---------------------------------------------------- | --- | ---------------------- | -------------- |
| Hauptstraße 5 (Standort) | Wohnteil eines ehemaligen Einfirsthofs               | Flachsatteldachbau mit teilweise verputztem Blockbau-Obergeschoss, Trauf- und Giebelschrot, erste Hälfte 19. Jahrhundert         | D-2-71-123-35 Wikidata | BW             |
| Kirchweg 27 (Standort)   | Katholische Filialkirche St. Johannes und St. Paulus | barocker Saalbau mit eingezogenem Chor und südlichem Glockenhauben-Turm, im Kern mittelalterlich, 1745 umgebaut; mit Ausstattung | D-2-71-123-34 Wikidata | weitere Bilder |

### Wangering
| Lage                   | Objekt  | Beschreibung                                                                   | Akten-Nr.              | Bild |
| ---------------------- | ------- | ------------------------------------------------------------------------------ | ---------------------- | ---- |
| Wangering 2 (Standort) | Kapelle | kleiner Flachsatteldachbau, wohl erste Hälfte 19. Jahrhundert; mit Ausstattung | D-2-71-123-36 Wikidata | BW   |

### Wannersdorf
| Lage                     | Objekt                   | Beschreibung                                                                               | Akten-Nr.              | Bild |
| ------------------------ | ------------------------ | ------------------------------------------------------------------------------------------ | ---------------------- | ---- |
| Wannersdorf 1 (Standort) | Ehemaliges Wohnstallhaus | Flachsatteldachbau mit Blockbau-Obergeschoss und Traufbalkon, erste Hälfte 19. Jahrhundert | D-2-71-123-37 Wikidata | BW   |

### Weiking
| Lage                 | Objekt        | Beschreibung                                                                              | Akten-Nr.              | Bild |
| -------------------- | ------------- | ----------------------------------------------------------------------------------------- | ---------------------- | ---- |
| Weiking 4 (Standort) | Weilerkapelle | Satteldachbau mit verschaltem Vordach und Holzdachreiter, zweites Viertel 19. Jahrhundert | D-2-71-123-38 Wikidata | BW   |

### Winsing
| Lage                  | Objekt   | Beschreibung                                                                 | Akten-Nr.              | Bild |
| --------------------- | -------- | ---------------------------------------------------------------------------- | ---------------------- | ---- |
| In Winsing (Standort) | Backhaus | Satteldachbau mit Vordach und Doppelbackofen, erstes Drittel 19. Jahrhundert | D-2-71-123-43 Wikidata | BW   |

### Würzing
| Lage                 | Objekt        | Beschreibung                                                                                                 | Akten-Nr.              | Bild |
| -------------------- | ------------- | --- | ---------------------- | ---- |
| Würzing 1 (Standort) | Wohnstallhaus | Flachsatteldachbau mit Blockbau-Obergeschoss und zweiseitig umlaufendem Schrot, erste Hälfte 19. Jahrhundert | D-2-71-123-40 Wikidata | BW   |

## Ehemalige Baudenkmäler
In diesem Abschnitt sind Objekte aufgeführt, die früher einmal in der Denkmalliste eingetragen waren, jetzt aber nicht mehr. Objekte, die in anderem Zusammenhang also z. B. als Teil eines Baudenkmals weiter eingetragen sind, sollen hier nicht aufgeführt werden. Aktennummern in diesem Abschnitt sind ehemalige, jetzt nicht mehr gültige Aktennummern.

| Lage                             | Objekt                   | Beschreibung | Akten-Nr.              | Bild |
| -------------------------------- | ------------------------ | --- | ---------------------- | ---- |
| Gern Gern 2 (Standort)           | Bauernhaus               | Flachsatteldachbau mit teilweise ausgemauertem Blockbau-Obergeschoss und Schroten, 18./19. Jahrhundert                                           | D-2-71-123-13 Wikidata | BW   |
| Konrading Konrading 1 (Standort) | Ehemaliges Wohnstallhaus | Flachsatteldachbau mit Blockbau-Obergeschoss, zweiseitig umlaufendem Schrot und Hochschrot, 18./19. Jahrhundert                                  | D-2-71-123-17 Wikidata | BW   |
| Nabin Nabin 13 (Standort)        | Ehemaliges Wohnstallhaus | zweigeschossiger unverputzter Natursteinbau mit Flachsatteldach, zweiseitig umlaufendem Schrot und Giebelschrot, zweites Viertel 19. Jahrhundert | D-2-71-123-30 Wikidata | BW   |